# Треклянска котловина
Треклянската котловина е котловина в Западна България, област Кюстендил, във физико-географската област Краище.
Котловината е разположена по двата бряга на река Треклянска и десният ѝ приток Бъзовичка, между планините Милевска и Кървав камък на северозапад, Кобилска на югозапад и Пенкьовска на изток. Има форма на обърната с основата си на югоизток латинска буква „Y“, с дължина 8 – 9 km и ширина до 1 km.
Оградните ѝ; склонове са добре очертани, а основата ѝ лежаща на 750 m н.в. е неравна и разчленена. Изградена е от гнайси, амфиболити, шисти, пясъчници, филити, мергели и варовици. Образувана е през плиоцена и кватернера в резултат на интензивна ерозия и денудация. Климатът е умереноконтинентален. Почвите са канелени и светло кафяви горски. Има благоприятни условия за отглеждане на овощия, картофи, зърнени култури и животновъдство, но през последните години този поминък на малко останалото и застаряващо население в района е почти изоставен.
В нея са разположени четири малки села: Габрешевци (на юг), Косово (на север), Средорек (на северозапад) и Трекляно (общински център, в средата).
През котловината от северозапад на югоизток, на протежение от 5 km преминава участък от третокласен път № 637 от Държавната пътна мрежа Трън – Трекляно – Драговищица. Участъкът от пътя между селата Пенкьовци и Трекляно не е изграден и представлява полски (горски) път.

## Топографска карта
- Лист от карта K-34-58. Мащаб: 1 : 100 000.